# Shamsa Al Maktoum
Shamsa Al Maktoum eller Shamsa bint Mohammed ben Rachid Al Maktoum, född 15 augusti 1981, är en emiratisk prinsessa. Hon är en del av Al Maktoum-familjen i Dubai, och ett av tjugotre barn till Dubais emir (och Förenade Arabemiratens premiärminister) Mohammed bin Rachid Al Maktoum. År 2000 kidnappades hon på uppdrag av sin far, och kom, liksom sin syster Latifa, att hållas kvar mot sin vilja i Dubai.

## Biografi
Prinsessan Shamsa är dotter till Mohammed Al Maktoum och en av hans sex fruar, algeriskan Houria Ahmed Lamara. Hon är yngre syster till Maitha al Maktoum, kampsportmästare född 1980, och äldre syster till prinsessan Latifa, född 1985, samt Sheikh Majid, född 1987. 

## Tillfångatagning
Under sommaren 2000, när prinsessan Shamsa vistades i England, försökte hon fly från Emiraten. Hon flydde i en Range Rover från den stora familjefastigheten i Surrey. Efter att ha kidnappats i Cambridge av hennes fars medhjälpare, fördes hon tillbaka till Dubai. Brittiska myndigheter har senare hävdat att hennes far försökte ingripa i den efterföljande polisutredningen. Hon har inte synts offentligt sedan maj 2019. I mars 2020 kom brittiska domstolen fram till att Mohammed bin Rachid Al Maktoum organiserade och initierade kidnappningen av Shamsa.
Enligt systern Latifa är Shamsa inlåst, "omgiven av sjuksköterskor och tvingad att ta medicin som kontrollerar hennes tankar".
I samband med att Shamsas styvmor Haya bint al-Husseins flydde till Storbritannien 2019 avslöjade Fatima Essabri, en kusin till Shamsa på mödernet som bor i London, ett brev som Shamsa ska ha skickat till henne i september 1999, där prinsessan uttryckte sin önskan att fly.